# Polzela
Polzela je naselje u slovenskoj Općini Polzela. Polzela se nalazi u pokrajini Štajerskoj i statističkoj regiji Savinjskoj.

## Zemljopis
Polzela je naselje u istoimenoj općini i svojim položajem u Donjoj Savinjskoj dolini važno je u geografskom smislu. Nalazi se na putu iz rimskog doba (u Ločici ob Savinji bio je rimski logor), raskrižje koje povezuje rute od zapadnih dijelova Celjske kotline do Šaleške doline i Gornje Savinjske doline. Kroz Polzelu protječe rijeka Savinja.

## Povijest
Polzela i njezina okolica već su rano bili naseljeni, jer je Marko Aurelije u vrijeme bitaka Rimljana i Germana na području današnje Ločice ob Savinji izgradio moćni obrambeni logor II. italske legije. U samoj Polzeli na brežuljku usred mjesta nalazi se Grad Komenda, koji se prvi put spominje 1170. pod imenom Hallenstein. Od 1323. do 1780. dvorac je bio u vlasništvu malteških vitezova, a nakon toga je promijenio nekoliko vlasnika. U njoj je živio jedan od ujaka Franceta Prešerena, koji ga je redovito posjećivao.
Među sakralnim objektima treba spomenuti crkvu sv. Marjete iz 1255. godine. Zgrada je u osnovi romanička s gotičkim zvonikom. U 18. stoljeću crkva je obnovljena, a zvonik je podignut za jedan kat.
Na položenoj padini na sjevernoj strani Polzele nalazi se Grad Šenek, koji se prvi put spominje 1288. godine i izvorno je imao oblik kule. Bio je u posjedu Celjskih grofova. Nakon kratkog rata iz 1437. godine između Celjana i krškog biskupa Janeza Schallermanna, Celjani su ga sami srušili. Današnji Šenek je potkovasog oblika i vjerojatno je obnovljen u drugoj polovici 15. stoljeća.
Oko 3 km sjeverozapadno od Polzele u Založju stoji samostan Novi Klošter. Povijest Novog Kloštra usko je povezana s Celjanima. Friderik II. 1453. sagradio je samostan i crkvu i darovao ga redovnicima.

## Poznate osobe
- Ana Drev, poznata skijašica, živi u Polzeli.

## Stanovništvo
Prema popisu stanovništva iz 2002. godine naselje je imalo 2.367 stanovnika.

## Galerija
- Crkva sv. Marjete
- Grad Šenek
- Željeznička postaja